# 게오르크 라칭거
게오르크 라칭거(독일어: Georg Ratzinger, 1924년 1월 15일 - 2020년 7월 1일)는 독일의 기독교 성직자이자 독일 레겐스부르크 주교좌 성당 소년 성가대의 지휘자로 유명한 음악가이다. 로마 가톨릭교회의 교황을 지낸 교황 베네딕토 16세의 형이기도 하다.

## 젊은 시절과 군복무
게오르크 라칭거는 독일 바이에른주에서 경찰관인 요제프 라칭거와 마리아 라칭거 사이에서 태어났다. 게오르크 라칭거에게는 요제프 라칭거라는 이름의 남동생이 있는데, 훗날 교황 베네딕토 16세가 되는 인물이다. 요제프 외에도 마리아라는 여동생도 있다. 어린 시절부터 게오르크는 훌륭한 음악적 재능을 보였는데, 일례로 11세 때 벌써 성당에서 오르간을 연주하는 실력까지 도달하였다. 1935년에 게오르크는 트라운슈타인에 있는 소신학교에 들어갔으며, 그곳에서 음악을 전공으로 가르쳤다. 1941년, 게오르크는 모차르트 사망 150주년을 맞아 잘츠부르크에서 공연할 당시 처음으로 레겐스부르크 주교좌 성당 소년성가대와 처음으로 만나게 되었는데, 이를 계기로 계속 소년성가대의 지휘를 맡게 되었다.
1942년 여름에 게오르크 라칭거는 국가노동봉사단의 일원으로 선발되었으며, 그해 가을에 나치 독일군의 병사로 강제징용되었다. 1944년 게오르크 라칭거는 이탈리아 전선에 투입되었다. 제2차 세계 대전이 끝난 후, 그는 나폴리 부근에서 미군에게 포로로 사로잡혔다. 하지만 곧 풀려났으며, 1945년 7월에 무사히 집으로 돌아갔다.

## 교육과 사제 서품
1946년 1월, 게오르크는 동생 요제프와 같이 사제가 되기 위해 뮌헨-프라이징 대교구 신학교에 입학하였다. 신학생이 되었어도 게오르크는 음악 공부를 게을리하지 않았다.
게오르크와 요제프 형제는 1951년 사제로 서품되었다. 나중에 게오르크는 뮌헨에서 사제로서 사목활동을 하는 동안에도 틈틈이 교회 음악을 공부하였다.

## 성가대 책임자
1957년에 공부를 마친 게오르크 라칭거는 고향인 트라운슈타인에 있는 자기 본당의 성가대 단장이 되었다. 1964년 1월 그는 레겐스부르크 주교좌 성당 소년성가대의 음악감독이 되어 성가대의 총책임자가 되었다. 게오르크 라칭거는 소년들과 청년들로 구성된 이 세계적으로 유명한 성가대의 지도자로서 이들을 이끌고 미국, 캐나다, 중화민국, 일본, 아일랜드, 폴란드, 헝가리, 바티칸 시국 등 여러 나라를 순방하며 바흐의 크리스마스 오라토리오, 하인리히 쉬츠의 다윗의 시편 등 다양한 성음악을 연주하였으며, 전례 음악도 감독하였다.
1976년 성가대 설립 기념 1,000주년을 맞이하였다.
1977년, 게오르크 라칭거는 동생 요제프 라칭거가 뮌헨과 프라이징 대교구의 대교구장 주교로 착좌하였을 때, 성가대를 지휘하였다. 1978년에는 영국을 방문하여 엘리자베스 2세 여왕을 위해 성가대를 지휘하였으며, 1980년 교황 요한 바오로 2세가 뮌헨을 방문하였을 때도 성가대를 지휘하였다. 또한, 독일 대통령 카를 카스텐스의 지원을 받아 나토 정상회의 때 이를 기념하기 위한 콘서트에도 나갔다.

## 말년
게오르크 라칭거 몬시뇰은 1994년 성가대 지휘자에서 은퇴하였으며 2009년 1월 25일 레겐스부르크 주교좌 성당의 의전사제가 되었다.
2005년, 게오르크 라칭거는 동생을 만나기 위해 로마로 찾아갔다가 심부전과 부정맥 증세로 아고스티노 제멜리 대학 병원에 잠시 입원하였다. 이 일로 게오르크 라칭거는 거의 시력을 상실하고 말았다.
2020년 6월 18일, 게오르크 라칭거는 동생인 베네딕토 16세 교황이 그를 레겐스부르크에서 만날 때 심각하게 신체적으로 안좋은 상태였다고 반복적으로 보도되었다. 그는 2주 후 2020년 7월 1일에 96세 나이로 선종하였다.

## 같이 보기
- 교황 베네딕토 16세